# 抗日五专署及刘伯承兵工厂旧址
抗日五专署及刘伯承兵工厂旧址，位于山西省长治市潞州区五马街道南石槽村，是一处山西省文物保护单位。
2016年6月6日，抗日五专署及刘伯承兵工厂旧址公布为第五批山西省文物保护单位，年代为民国二十六年（1937），近现代类，编号5-165。